# Витароло (Виченца)
Витароло је насеље у Италији у округу Виченца, региону Венето.
Према процени из 2011. у насељу је живело 213 становника. Насеље се налази на надморској висини од 750 м.